# Јукито Киширо
Јукито Киширо (木城 ゆきと Kishiro Yukito) је јапански манга уметник рођен 1967. године у Токију, а одрастао у Чиби. У тинејџерским годинама, на њега су утицали мека анимеи Armored Trooper Votoms и Mobile Suit Gundam, посебно дизајнови Јошиказу Јасухикоа, као и манга наслови уметнице Румико Такахаши. Своју каријеру отпочео је са 17 година, уз своју дебитантску мангу, Space Oddity, у часопису Weekly Shonen Sunday. Најпознатији је по свом сајберпанк серијалу Борбени анђео Алита.

## Дела
- Човек (ромађи: хито) (1997), колекција кратких прича::
"Space Oddity" (気怪 Kikai, 1984)
"The Planet of Depths" (怪洋星 Kaiyōsei, October 26, 1988)
"Fly" (飛人 Hito, 1988)
"The Great Machine" (大・摩神 Dai-Mashīn, 1989)
"Junks: The Space Rovers" (宇宙海賊少年団 Uchū Kaizoku Shōnendan, 1990)
"Future Tokyo Headman" (未来東京HEADMAN Mirai Tōkyō Heddoman, 1991)

- Серијал Борбени анђео Алита :

1. Battle Angel Alita (銃夢 Ganmu, December 15, 1990–April 1, 1995)
2. Battle Angel Alita: Holy Night & Other Stories (銃夢外伝 Ganmu Gaiden, January 24, 1997–December 19, 2006)
3. Battle Angel Alita: Last Order (銃夢Last Order Ganmu Rasuto Ōdā, November 18, 2000–January 28, 2014)
4. Battle Angel Alita: Mars Chronicle (銃夢火星戦記 Ganmu Kasei Senki, October 28, 2014–present)

- Ashen Victor (灰者 Haisha, 1995–1996)
- Aqua Knight (水中騎士 Akua Naito, March 20, 1998–present)
- Mukai: World of Mist (霧界 Mukai, October 28, 2014)

## Адаптације
- Борбени анђео (1993), оригинална видео анимација коју је режирао Хироши Фукутоми, заснована на манги Борбени анђео Алита
- Алита: Борбени анђео (2019), филм у режији Роберта Родригеза, заснован на манги Борбени анђео Алита